# Enchufada
Enchufada é uma editora discográfica independente portuguesa sediada em Lisboa. Foi fundada em 2006 pelos membros dos Buraka Som Sistema João 'Branko' Barbosa e Kalaf Ângelo, servindo como plataforma criativa a partir da qual lançaram as suas primeiras experiências musicais onde fundiram o kuduro angolano com géneros electrónicos europeus. Esta estética definiu os primeiros anos do selo e marcou uma direcção para os lançamentos que se seguiram.
A editora identifica o seu foco musical como música electrónica global, um termo abrangente que inclui muitas formas recentes de expressão electrónica de cenas musicais locais, onde as tradições rítmicas se juntam com géneros electrónicos modernos. Esta missão tornou-se especialmente evidente na série de compilações Hard Ass Sessions (cujo nome vem de uma tradução literal de kuduro), onde artistas internacionais foram desafiados a dar a sua interpretação do kuduro — os mais recentes Upper Cuts, uma série de lançamentos que combina as edições gratuitas com compilações digitais que recolhem música de um vasto número de produtores internacionais que representam as mais variadas vertentes da electrónica global.
A Enchufada já editou música de artistas como Buraka Som Sistema, Branko, Dengue Dengue Dengue, Dotorado Pro, T.Williams, PAUS e muitos mais neste dez anos de actividade.

## Lista de Artistas
- Alo Wala
- Buraka Som Sistema
- Branko
- Castro
- Dengue Dengue Dengue
- Dotorado Pro
- KKing Kong
- Marginal Men
- Rastronaut
- Riot
- Siete Catorce

## Todos os artistas que gravaram na Enchufada
- papercutz
- Aero Manyelo
- Astronomar & Swick
- Auntie Flo
- Banginclude
- Bert On Beats
- Bison & Squareffekt
- Bizt
- Bok Bok
- Brenmar
- Cabo Blanco
- Captain Steel
- Cardopusher
- Chuck Upbeat
- Ckrono & Slesh
- Dance Kill Move
- Diamond Bass
- DJ Blass
- DJ Marfox
- DJ N.K.
- DJ Paparazzi
- DJ Satelite
- Djeff
- Doctor Jeep
- Douster
- Dubbel Dutch
- Dunn Kidda
- DZC Deejays
- Elisa Bee
- Fellow
- Insane Fennel
- J-Wow
- James Nasty
- JSTJR
- Jumping Back Slash
- Kashaka
- King Doudou
- Kingdom
- KJs
- Klipar
- Kry Wolf
- Lechuga Zafiro
- Lewis CanCut
- Mala Noche
- Martelo vs Canblaster
- Max le Daron
- Melé
- Motin
- Nic Sarno
- Obeyah
- Oliver Twizt & DJ Rockid
- Paus
- Pocz & Pacheko
- Poirier
- Poté
- PRP
- Robs & Duke
- Roby Howler
- Roulet
- Sam Blans
- Savage Skulls
- Schlachthofbronx
- Seiji
- Shox
- SK Simeon, Yaw Mulatto & Harmon
- Slap In The Bass
- Stonn
- Surfing Leons
- Swick & Lewis CanCut
- Symbiz
- T.Williams
- Taste Tester
- The CLERK
- Tony Quattro
- VINÍ
- Voxels
- WILDLIFE!
- Zombies For Money
- Zulu

## Principais Lançamentos
- Dengue Dengue Dengue - Siete Raíces (2016)
- V.A. - Enchufada Upper Cuts: Four Years of Global Club Anthems (2016)
- Branko - ATLAS (2015)
- Dotorado Pro - African Scream (2015)
- Alo Wala - Cityboy (2014)
- Buraka Som Sistema - Buraka (2014)
- Branko - Control (2014)
- Dengue Dengue Dengue - Serpiente Dorada (2014)
- V.A. - Hard Ass Sessions Compilation (2012)
- Buraka Som Sistema - Komba (2011)
- Buraka Som Sistema - Black Diamond (2008)
- Buraka Som Sistema - From Buraka To The World (2006)